# Rallye Monte-Carlo 1999
Le Rallye Monte-Carlo 1999, 67e Rallye Automobile Monte-Carlo, est la première manche du championnat du monde des rallyes 1999. Il se déroule sur trois jours entre le 18 et le 20 janvier 1999. Le rallye se dispute dans les Hautes-Alpes et se compose de quatorze spéciales. La distance cumulée des tronçons chronométrés est de 424,69 km. Le départ et l'arrivée se font à Monaco. Le rallye est remporté par Tommi Mäkinen et Risto Mannisenmäki.

## Engagés
Sur les quatre-vint-six engagés, douze le sont en WRC, la catégorie reine du championnat du monde des rallyes. Ce rallye marque les débuts en WRC de la marque Skoda, qui engage une Octavia WRC, tandis que Ford aligne pour la première fois sa Focus WRC.
| No. | Pilote            | Copilote           | Écurie                       | Voiture                   | Pneus |
| --- | ----------------- | ------------------ | ---------------------------- | ------------------------- | ----- |
| 1   | Tommi Mäkinen     | Risto Mannisenmäki | Marlboro Mitsubishi Ralliart | Mitsubishi Lancer Evo VI  | M     |
| 2   | Freddy Loix       | Sven Smeets        | Marlboro Mitsubishi Ralliart | Mitsubishi Lancer Evo VI  | M     |
| 3   | Carlos Sainz      | Luis Moya          | Toyota Castrol Team          | Toyota Corolla WRC        | M     |
| 4   | Didier Auriol     | Denis Giraudet     | Toyota Castrol Team          | Toyota Corolla WRC        | M     |
| 5   | Richard Burns     | Robert Reid        | Subaru World Rally Team      | Subaru Impreza S5 WRC '99 | P     |
| 6   | Juha Kankkunen    | Juha Repo          | Subaru World Rally Team      | Subaru Impreza S5 WRC '99 | P     |
| 7   | Colin McRae       | Nicky Grist        | Ford Motor Co Ltd            | Ford Focus WRC '99        | M     |
| 8   | Simon Jean-Joseph | Fred Gallagher     | Ford Motor Co Ltd            | Ford Focus WRC '99        | M     |
| 9   | Harri Rovanperä   | Risto Pietiläinen  | SEAT Sport                   | SEAT Córdoba WRC (en)     | P     |
| 10  | Piero Liatti      | Carlo Cassina      | SEAT Sport                   | SEAT Córdoba WRC          | P     |
| 11  | Armin Schwarz     | Manfred Hiemer     | Škoda Motorsport (en)        | Škoda Octavia WRC         | M     |
| 12  | Pavel Sibera      | Petr Gross         | Škoda Motorsport             | Škoda Octavia WRC         | M     |

## Calendrier des spéciales
Les horaires indiqués sont ceux de l'Heure normale d'Europe centrale (CET) (UTC+1).
| Date       | No.  | Horaire | Nom de la spéciale               | Distance |
| ---------- | ---- | ------- | -------------------------------- | -------- |
| 17 janvier |      | 14h20   | Service A, La Scoperta           | NC       |
| 17 janvier |      | 18h40   | Service B, Tallard               | NC       |
| 18 janvier |      | 8h00    | Service C, Tallard               | -        |
| 18 janvier | SS1  | 8h30    | Plan de Vitrolles - Faye         | 48,28 km |
| 18 janvier |      | 9h41    | Service D, Laragne               | -        |
| 18 janvier | SS2  | 10h41   | L'Épine - Rosans                 | 31,15 km |
| 18 janvier |      | 12h20   | Service E, Buis-les-Baronnies    | -        |
| 18 janvier | SS3  | 13h16   | Ruissas - Eygalayes              | 27,56 km |
| 18 janvier |      | 15h12   | Service F, Tallard               | -        |
| 18 janvier | SS4  | 16h18   | Prunières - Embrun               | 33,82 km |
| 18 janvier | SS5  | 17h20   | Saint-Clément - Saint-Sauveur    | 20,35 km |
| 18 janvier |      | 18h47   | Service G, Tallard               | -        |
| 19 janvier |      | 7h30    | Service H, Tallard               | -        |
| 19 janvier | SS6  | 8h21    | BIF. C1/D1 - Bayons              | 32,52 km |
| 19 janvier |      | 9h52    | Service I, Tallard               | -        |
| 19 janvier | SS7  | 11h05   | Sisteron - Thoard                | 36,72 km |
| 19 janvier |      | 13h19   | Service J, Saint-André-les-Alpes | -        |
| 19 janvier | SS8  | 14h26   | Entrevaux - St. Pierre           | 30,73 km |
| 19 janvier |      | 16h36   | Service K, La Scoperta           | NC       |
| 19 janvier | SS9  | 17h46   | Sospel - La Bollène 1            | 33,65 km |
| 19 janvier | SS10 | 18h37   | Lantosque - Lucéram 1            | 20,87 km |
| 19 janvier |      | 19h39   | Service L, La Scoperta           | -        |
| 20 janvier |      | 7h20    | Service M, La Scoperta           | -        |
| 20 janvier | SS11 | 8h20    | Sospel - La Bollène 2            | 33,65 km |
| 20 janvier | SS12 | 9h11    | Lantosque - Lucéram 2            | 20,87 km |
| 20 janvier |      | 10h28   | Service N, La Scoperta           | -        |
| 20 janvier | SS13 | 11h23   | Sospel - La Bollène 3            | 33,65 km |
| 20 janvier | SS14 | 12h14   | Lantosque - Lucéram 3            | 20,87 km |
| 20 janvier |      | 13h16   | Service O, La Scoperta           | -        |
| Source :   |      |         |                                  |          |

## Résumé de l'épreuve

### Premier jour
La première spéciale est marquée par un coup de théâtre avant le même départ avec l'abandon des deux Škoda Octavia WRC : alors qu'il est dans la file d'attente à l'approche de la rampe de départ, Armin Schwarz est victime d'un problème d'embrayage sur sa Škoda et abandonne avant d'avoir parcouru la moindre distance. De son côté, Pavel Sibera est confronté à un problème de la direction assistée de sa Škoda et renonce lui aussi juste avant le départ de la première spéciale,.
Cette première spéciale est remportée par Tommi Mäkinen qui devance de plus d'une minute Gilles Panizzi, engagé en tant que pilote privé sur une Subaru. Dix-huit concurrents abandonnent lors de cette première spéciale dont Carlos Sainz, vainqueur de la précédente édition,.
| Classement | Pilote         | Voiture                   | Temps         |
| ---------- | -------------- | ------------------------- | ------------- |
| 1          | Tommi Mäkinen  | Mitsubishi Lancer Evo VI  | 34 min 36,4 s |
| 2          | Gilles Panizzi | Subaru Impreza S5 WRC '98 | 35 min 13,9 s |
| 3          | Piero Liatti   | SEAT Córdoba WRC          | 35 min 50,0 s |
| 4          | Juha Kankkunen | Subaru Impreza S5 WRC '99 | 35 min 54,4 s |
| 5          | Bruno Thiry    | Subaru Impreza S5 WRC '99 | 36 min 01,8 s |

| Classement | Pilote         | Voiture                   | Temps         |
| ---------- | -------------- | ------------------------- | ------------- |
| 1          | Bruno Thiry    | Subaru Impreza S5 WRC '99 | 19 min 59,6 s |
| 2          | Tommi Mäkinen  | Mitsubishi Lancer Evo VI  | 20 min 00,2 s |
| 3          | Juha Kankkunen | Subaru Impreza S5 WRC '99 | 20 min 00,9 s |
| 4          | Piero Liatti   | SEAT Córdoba WRC          | 20 min 04,1 s |
| 5          | Didier Auriol  | Toyota Corolla WRC        | 20 min 06,1 s |

| Classement | Pilote          | Voiture                   | Temps         |
| ---------- | --------------- | ------------------------- | ------------- |
| 1          | Gilles Panizzi  | Subaru Impreza S5 WRC '98 | 18 min 50,0 s |
| 2          | Harri Rovenperä | SEAT Córdoba WRC          | 19 min 07,0 s |
| 3          | Didier Auriol   | Toyota Corolla WRC        | 19 min 21,2 s |
| 4          | Tommi Mäkinen   | Mitsubishi Lancer Evo VI  | 19 min 23,7 s |
| 5          | Colin McRae     | Ford Focus WRC '99        | 19 min 24,5 s |

| Classement | Pilote            | Voiture                   | Temps         |
| ---------- | ----------------- | ------------------------- | ------------- |
| 1          | Colin McRae       | Ford Focus WRC '99        | 20 min 50,3 s |
| 2          | Didier Auriol     | Toyota Corolla WRC        | 21 min 17,7 s |
| 3          | François Delecour | Ford Escort WRC           | 21 min 18,1 s |
| 4          | Simon Jean-Joseph | Ford Focus WRC '99        | 21 min 19,0 s |
| 5          | Juha Kankkunen    | Subaru Impreza S5 WRC '99 | 21 min 26,2 s |

| Classement | Pilote            | Voiture                   | Temps         |
| ---------- | ----------------- | ------------------------- | ------------- |
| 1          | Colin McRae       | Ford Focus WRC '99        | 13 min 58,0 s |
| 2          | Didier Auriol     | Toyota Corolla WRC        | 14 min 42,5 s |
| 3          | Richard Burns     | Subaru Impreza S5 WRC '99 | 14 min 47,0 s |
| 4          | Tommi Mäkinen     | Mitsubishi Lancer Evo VI  | 14 min 54,8 s |
| 5          | François Delecour | Ford Escort WRC           | 14 min 59,5 s |

| Classement | Pilote            | Voiture                   | Temps             |
| ---------- | ----------------- | ------------------------- | ----------------- |
| 1          | Tommi Mäkinen     | Mitsubishi Lancer Evo VI  | 1 h 51 min 11,8 s |
| 2          | Gilles Panizzi    | Subaru Impreza S5 WRC '98 | 1 h 51 min 35,9 s |
| 3          | Juha Kankkunen    | Subaru Impreza S5 WRC '99 | 1 h 52 min 25,5 s |
| 4          | Piero Liatti      | SEAT Córdoba WRC          | 1 h 52 min 25,9 s |
| 5          | Bruno Thiry       | Subaru Impreza S5 WRC '99 | 1 h 52 min 56,8 s |
| 6          | Colin McRae       | Ford Focus WRC '99        | 1 h 53 min 05,8 s |
| 7          | François Delecour | Ford Escort WRC           | 1 h 53 min 32,2 s |
| 8          | Didier Auriol     | Toyota Corolla WRC        | 1 h 55 min 00,5 s |
| 9          | Harri Rovanperä   | SEAT Córdoba WRC          | 1 h 55 min 02,7 s |
| 10         | Richard Burns     | Subaru Impreza S5 WRC '99 | 1 h 55 min 33,8 s |

## Vainqueurs des spéciales
| Jour     | Spéciale | Horaire | Nom                           | Longueur (km) | Vainqueur       | Temps   | Leader du rallye |
| -------- | -------- | ------- | ----------------------------- | ------------- | --------------- | ------- | ---------------- |
| 1 18 Jan | SS1      | 8h30    | Plan de Vitrolles - Faye      | 48,28         | Tommi Mäkinen   | 34:36.4 | Tommi Mäkinen    |
| 1 18 Jan | SS2      | 10h41   | L'Épine - Rosans              | 31,15         | Bruno Thiry     | 19:59.6 | Tommi Mäkinen    |
| 1 18 Jan | SS3      | 13h16   | Ruissas - Eygalayes           | 27,56         | Gilles Panizzi  | 18:50.3 | Tommi Mäkinen    |
| 1 18 Jan | SS4      | 16h18   | Prunières - Embrun            | 33,82         | Colin McRae     | 20:50.3 | Gilles Panizzi   |
| 1 18 Jan | SS5      | 17h20   | Saint-Clément - Saint-Sauveur | 20,35         | Colin McRae     | 13:58.0 | Gilles Panizzi   |
| 2 19 Jan | SS6      | 8h21    | BIF. C1/D1 - Bayons           | 32,52         | Gilles Panizzi  | 24:13.1 | Gilles Panizzi   |
| 2 19 Jan | SS7      | 11h05   | Sisteron - Thoard             | 36,72         | Tommi Mäkinen   | 25:43.4 | Gilles Panizzi   |
| 2 19 Jan | SS8      | 14h26   | Entrevaux - St. Pierre        | 30,73         | Juha Kankkunen  | 23:58.4 | Tommi Mäkinen    |
| 2 19 Jan | SS9      | 17h46   | Sospel - La Bollène 1         | 33,65         | Tommi Makinen   | 27:20.1 | Tommi Mäkinen    |
| 2 19 Jan | SS10     | 18:37   | Lantosque - Lucéram 1         | 20,87         | Colin McRae     | 15:22.7 | Tommi Mäkinen    |
| 3 20 Jan | SS11     | 08h20   | Sospel - La Bollène 2         | 33,65         | Didier Auriol   | 28:06.2 | Tommi Mäkinen    |
| 3 20 Jan | SS12     | 9h11    | Lantosque - Lucéram 2         | 20,87         | Colin McRae     | 15:43.2 | Tommi Mäkinen    |
| 3 20 Jan | SS13     | 11h23   | Sospel - La Bollène 3         | 33,65         | Harri Rovanperä | 26:53.4 | Tommi Mäkinen    |
| 3 20 Jan | SS14     | 12h14   | Lantosque - Lucéram 3         | 20,87         | Didier Auriol   | 15:19.0 | Tommi Mäkinen    |

## Classement final
| Classement   | Numéro | Pilote               | Copilote               | Écurie                       | Voiture                       | Temps                         | Écart                         | Points |
| ------------ | ------ | -------------------- | ---------------------- | ---------------------------- | ----------------------------- | ----------------------------- | ----------------------------- | ------ |
| 1            | 1      | Tommi Mäkinen        | Risto Mannisenmäki     | Marlboro Mitsubishi Ralliart | Mitsubishi Lancer Evo VI      | 5:16:50.6                     | 0.0                           | 10     |
| 2            | 6      | Juha Kankkunen       | Juha Repo              | Subaru World Rally Team      | Subaru Impreza S5 WRC '99     | 5:18:35.3                     | +1:44.7                       | 6      |
| 3            | 4      | Didier Auriol        | Denis Giraudet         | Toyota Castrol Team          | Toyota Corolla WRC            | 5:20:43.4                     | +3:52.8                       | 4      |
| 4            | 19     | Francois Delecour    | Dominique Savignoni    | Francois Delecour            | Ford Escort WRC               | 5:20:51.8                     | +4:01.2                       | 3      |
| 5            | 16     | Bruno Thiry          | Stéphane Prévot        | Subaru World Rally Team      | Subaru Impreza S5 WRC '99     | 5:20:53.1                     | +4:02.5                       | 2      |
| 6            | 10     | Piero Liatti         | Carlo Cassina          | SEAT Sport                   | SEAT Córdoba WRC              | 5:23:48.7                     | +6:58.1                       | 1      |
| 7            | 9      | Harri Rovanperä      | Risto Pietiläinen      | SEAT Sport                   | SEAT Córdoba WRC              | 5:23:52.9                     | +7:02.3                       | 0      |
| 8            | 5      | Richard Burns        | Robert Reid            | Subaru World Rally Team      | Subaru Impreza S5 WRC '99     | 5:26:15.2                     | +9:24.6                       | 0      |
| 9            | 21     | Henrik Lundgaard     | Freddy Pedersen        | Henrik Lundgaard             | Toyota Corolla WRC            | 5:30:56.8                     | +14:06.2                      | 0      |
| 10           | 27     | Marc Duez            | Philippe Dupuy         | Team Gamma                   | Mitsubishi Carisma GT Evo V   | 5:43:31.2                     | +26:40.6                      | 0      |
| 11           | 31     | Luca Pedersoli       | Nadia Mazzon           | Luca Pedersoli               | Toyota Celica GT-Four (ST205) | 5:46:49.1                     | +29:58.5                      | 0      |
| 12           | 18     | Gustavo Trelles      | Martin Christie        | Ralliart Italia              | Mitsubishi Lancer Evo V       | 5:51:07.7                     | +34:17.1                      | 0      |
| 13           | 20     | Isolde Holderied     | Catherine François     | Toyota Castrol Team          | Toyota Corolla WRC            | 5:53:09.9                     | +36:19.3                      | 0      |
| 14           | 24     | Toni Gardemeister    | Paavo Lukander         | Toni Gardemeister            | SEAT Ibiza Kit Car Evo2       | 5:53:50.3                     | +36:59.7                      | 0      |
| 15           | 29     | Christophe Spiliotis | Herve Thibaud          | Christophe Spiliotis         | Subaru Impreza WRX            | 5:54:59.7                     | +38:09.1                      | 0      |
| 16           | 64     | Christophe Arnaud    | Stephane Arnaud        | Christophe Arnaud            | Subaru Impreza WRX            | 5:55:41.5                     | +38:50.9                      | 0      |
| 17           | 38     | Andrea Maselli       | Nicola Arena           | Andrea Maselli               | Renault Clio Maxi             | 5:58:30.9                     | +41:40.3                      | 0      |
| 18           | 34     | Richard Frau         | Dominique Le Corre     | Richard Frau                 | Mazda 323 GTR                 | 6:02:23.9                     | +45:33.3                      | 0      |
| 19           | 67     | Ferran Font          | Joan Sureda            | Ferran Font                  | Mitsubishi Lancer Evo V       | 6:03:22.8                     | +46:32.2                      | 0      |
| 20           | 84     | David Truphemus      | Pascal Saivre          | David Truphemus              | Peugeot 306 S16               | 6:13:16.3                     | +56:25.7                      | 0      |
| 21           | 80     | Horst Rotter         | Volker Schmidt         | Horst Rotter                 | Opel Astra GSi 16V            | 6:14:36.0                     | +57:45.4                      | 0      |
| 22           | 39     | Patrice Rouit        | Dominique Lamy         | Patrice Rouit                | Citroën ZX 16V                | 6:14:43.1                     | +57:45.4                      | 0      |
| 23           | 54     | Giandomenico Basso   | Flavio Guglielmini     | Giandomenico Basso           | Fiat Seicento Kit Car         | 6:15:43.2                     | +58:52.6                      | 0      |
| 24           | 78     | Frédéric Maniccia    | Richard Thaon          | Frédéric Maniccia            | Renault Clio Williams         | 6:20:30.4                     | +1:03:39.8                    | 0      |
| 25           | 51     | Peter Zehetmaier     | Bernd Marx             | Peter Zehetmaier             | Fiat Seicento Kit Car         | 6:21:30.0                     | +1:04:39.4                    | 0      |
| 26           | 58     | Iaveris Jr.          | Konstantinos Stefanis  | Iaveris Jr.                  | Fiat Seicento Kit Car         | 6:21:59.7                     | +1:05:09.1                    | 0      |
| 27           | 65     | Raffaello Fidanza    | Flavio Guglielmini     | Raffaello Fidanza            | Mitsubishi Lancer Evo V       | 6:26:00.7                     | +1:09:10.1                    | 0      |
| 28           | 87     | Jürgen Barth         | Jean-Claude Perramond  | Jürgen Barth                 | Subaru Vivio RX-R             | 6:26:11.3                     | +1:09:20.7                    | 0      |
| 29           | 87     | Pieter Tsjoen        | Steven Vergalle        | Pieter Tsjoen                | Mitsubishi Lancer Evo IV      | 6:26:18.3                     | +1:09:27.7                    | 0      |
| 30           | 52     | Jader Vagnini        | Silvio Stefanelli      | Jader Vagnini                | Fiat Seicento Kit Car         | 6:27:22.8                     | +1:10:32.2                    | 0      |
| 31           | 79     | Christian Grillerer  | Stephane Cambou        | Christian Grillerer          | Honda Integra Type R          | 6:27:35.9                     | +1:10:45.3                    | 0      |
| 32           | 72     | Marco Menegatto      | Enrico Brazzoli        | Marco Menegatto              | Mitsubishi Lancer Evo V       | 6:31:28.1                     | +1:14:37.5                    | 0      |
| 33           | 36     | Bernard Jaussaud     | Alain Bertrand         | Bernard Jaussaud             | Renault Clio Williams         | 6:34:21.7                     | +1:17:31.1                    | 0      |
| 34           | 55     | Roel Fassbender      | Bart Hissink           | Roel Fassbender              | Fiat Seicento Kit Car         | 6:35:08.6                     | +1:18:18.0                    | 0      |
| 35           | 47     | Jérôme Vergerpion    | Frédéric Mlynarczyk    | Jérôme Vergerpion            | Citroën Saxo VTS              | 6:35:10.8                     | +1:18:20.2                    | 0      |
| 36           | 71     | Bob Colsoul          | Tom Colsoul            | Bob Colsoul                  | Mitsubishi Lancer Evo V       | 6:38:19.7                     | +1:21:29.1                    | 0      |
| 37           | 49     | Massimo Caccato      | Andrea Signorotto      | Massimo Caccato              | Fiat Seicento Kit Car         | 6:38:22.9                     | +1:21:32.3                    | 0      |
| 38           | 77     | Jean-Pierre Roche    | Christophe Preve       | Jean-Pierre Roche            | Renault Clio 16S              | 6:43:46.9                     | +1:26:56.3                    | 0      |
| 39           | 37     | Peter Bosse          | Andreas von Skopnik    | Peter Bosse                  | Opel Astra GSi 16V            | 6:48:07.5                     | +1:31:16.9                    | 0      |
| 40           | 85     | Jacques Molbert      | Christophe Sonnois     | Jacques Molbert              | Peugeot 205 GTI 1.9           | 6:53:46.9                     | +1:36:56.3                    | 0      |
| 41           | 83     | Gerard Mosson        | Jean-Luc Pomi          | Gerard Mosson                | Renault Clio Williams         | 6:54:11.9                     | +1:37:21.3                    | 0      |
| 42           | 89     | Pascal Allemand      | Eric Barthelemy        | Pascal Allemand              | Citroën AX GTI                | 6:58:31.4                     | +1:41:40.8                    | 0      |
| 43           | 57     | Giusy Tocco          | Ingrid Salton          | Giusy Tocco                  | Fiat Seicento Kit Car         | 7:01:56.7                     | +1:45:06.1                    | 0      |
| 44           | 41     | Mickaël De Castelli  | Michel Robinet         | Mickaël De Castelli          | Peugeot 205 GTI 1.9           | 7:04:53.6                     | +1:48:03.0                    | 0      |
| 45           | 88     | Gabriele Cadringher  | Gianfranco Serembre    | Gabriele Cadringher          | Subaru Vivio RX-R             | 7:41:04.5                     | +2:24:13.9                    | 0      |
| 46           | 50     | Patrick Robert       | Marie-Françoise Pastor | Patrick Robert               | Peugeot 106 XSI               | 7:41:13.7                     | +2:24:23.1                    | 0      |
| Abandon SS14 | 7      | Colin McRae          | Nicky Grist            | Ford Motor Co Ltd            | Ford Focus WRC '99            | Mis hors-course - Pompe à eau | Mis hors-course - Pompe à eau | 0      |
| Abandon SS14 | 8      | Simon Jean-Joseph    | Fred Gallagher         | Ford Motor Co Ltd            | Ford Focus WRC '99            | Mis hors-course - Pompe à eau | Mis hors-course - Pompe à eau | 0      |
| Abandon SS13 | 60     | Eric Ballaire        | Bruno Beillevaire      | Eric Ballaire                | Fiat Cinquecento Sporting     | Abandon                       | Abandon                       | 0      |
| Abandon SS13 | 70     | Richard Hein         | Philippe Servol        | Richard Hein                 | Mitsubishi Carisma GT Evo V   | Moteur                        | Moteur                        | 0      |
| Abandon SS13 | 81     | Miguel Baudoin       | Eric Mattei            | Miguel Baudoin               | Renault Clio Williams         | Abandon                       | Abandon                       | 0      |
| Abandon SS11 | 17     | Gilles Panizzi       | Herve Panizzi          | Gilles Panizzi               | Subaru Impreza S5 WRC '98     | Accident                      | Accident                      | 0      |
| Abandon SS11 | 62     | Yves Loubet          | Bruno Brissart         | Yves Loubet                  | Mitsubishi Carisma GT Evo V   | Moteur                        | Moteur                        | 0      |
| Abandon SS10 | 61     | Maurizio Verini      | Roberto Cancelli       | Maurizio Verini              | Mitsubishi Carisma GT Evo V   | Abandon                       | Abandon                       | 0      |
| Abandon SS9  | 30     | Fabrizio Tabaton     | Nicola Gullino         | Fabrizio Tabaton             | Toyota Corolla WRC            | Abandon                       | Abandon                       | 0      |
| Abandon SS9  | 33     | Frédéric Schmit      | Gilles Thimonier       | Frédéric Schmit              | Subaru Impreza 555            | Accident                      | Accident                      | 0      |
| Abandon SS9  | 44     | Alain Pellerey       | José Boyer             | Alain Pellerey               | Citroën Saxo Kit Car          | Abandon                       | Abandon                       | 0      |
| Abandon SS8  | 35     | Hans-Josef Weber     | Ludwing Ruhl           | Hans-Josef Weber             | Mazda 323 GTR                 | Boîte de vitesses             | Boîte de vitesses             | 0      |
| Abandon SS8  | 45     | Michel Farnaud       | Thierry Giraud         | Michel Farnaud               | Citroën Saxo VTS              | Boîte de vitesses             | Boîte de vitesses             | 0      |
| Abandon SS7  | 69     | Franck Métiffiot     | Christian Caffardo     | Franck Métiffiot             | Subaru Impreza GT Turbo       | Abandon                       | Abandon                       | 0      |
| Abandon SS6  | 32     | Franck Phillips      | Laurent Gallibert      | Franck Phillips              | Ford Escort WRC               | Abandon                       | Abandon                       | 0      |
| Abandon SS5  | 22     | Andrea Dallavilla    | Danilo Fappani         | Andrea Dallavilla            | Subaru Impreza S5 WRC '98     | Embrayage                     | Embrayage                     | 0      |
| Abandon SS5  | 23     | Philippe Bugalski    | Jean-Paul Chiaroni     | Automobiles Citroën          | Citroën Saxo                  | Cardan                        | Cardan                        | 0      |
| Abandon SS5  | 56     | Romeo Zunino         | Mauro Coscia           | Romeo Zunino                 | Peugeot 106 XSI               | Abandon                       | Abandon                       | 0      |
| Abandon SS5  | 74     | Jean Forti           | Christophe Ponset      | Jean Forti                   | Subaru Impreza WRX            | Problème mécanique            | Problème mécanique            | 0      |
| Abandon SS5  | 86     | Jean Vinatier        | Georges Houel          | Jean Vinatier                | Subaru Vivio RX-R             | Problème mécanique            | Problème mécanique            | 0      |
| Abandon SS4  | 42     | Nicolas Ressegaire   | Regis Ressegaire       | Nicolas Ressegaire           | Peugeot 306 Kit Car           | Abandon                       | Abandon                       | 0      |
| Abandon SS2  | 82     | Marc Dessi           | Vanessa Dessi          | Marc Dessi                   | Peugeot 205 GTI 1.9           | Abandon                       | Abandon                       | 0      |
| Abandon SS1  | 2      | Freddy Loix          | Sven Smeets            | Marlboro Mitsubishi Ralliart | Mitsubishi Lancer Evo VI      | Accident                      | Accident                      | 0      |
| Abandon SS1  | 3      | Carlos Sainz         | Luis Moya              | Toyota Castrol Team          | Toyota Corolla WRC            | Accident                      | Accident                      | 0      |
| Abandon SS1  | 11     | Armin Schwarz        | Manfred Hiemer         | Škoda Motorsport             | Škoda Octavia WRC             | Embrayage                     | Embrayage                     | 0      |
| Abandon SS1  | 12     | Pavel Sibera         | Petr Gross             | Škoda Motorsport             | Škoda Octavia WRC             | Direction assistée            | Direction assistée            | 0      |
| Abandon SS1  | 25     | Jesús Puras          | Marc Marti             | Automobiles Citroën          | Citroën Saxo                  | Accident                      | Accident                      | 0      |
| Abandon SS1  | 26     | Manfred Stohl        | Peter Müller           | Manfred Stohl                | Mitsubishi Lancer Evo V       | Accident                      | Accident                      | 0      |
| Abandon SS1  | 28     | Luís Climent         | Àlex Romaní            | Vallencia Terra y Mar        | Mitsubishi Lancer Evo V       | Accident                      | Accident                      | 0      |
| Abandon SS1  | 40     | Gilles Chevalier     | Robert Patti           | Gilles Chevalier             | Renault Clio Williams         | Problème mécanique            | Problème mécanique            | 0      |
| Abandon SS1  | 43     | Frank Post           | Bertram Schwalie       | Frank Post                   | Citroën Saxo Kit Car          | Accident                      | Accident                      | 0      |
| Abandon SS1  | 46     | Hilde Henry          | Christina Hanemann     | Hilde Henry                  | Citroën Saxo VTS              | Accident                      | Accident                      | 0      |
| Abandon SS1  | 48     | Jacek Sikora         | Marek Kaczmarek        | Jacek Sikora                 | Fiat Seicento Kit Car         | Accident                      | Accident                      | 0      |
| Abandon SS1  | 53     | Daniel Lessantini    | Fabrice Roux           | Daniel Lessantini            | Peugeot 106 XSI               | Accident                      | Accident                      | 0      |
| Abandon SS1  | 59     | Stefano Macaluso     | Giovanni Bernacchini   | Stefano Macaluso             | Fiat Cinquecento Kit Car      | Accident                      | Accident                      | 0      |
| Abandon SS1  | 63     | Bruno Marcon         | Jean-Francois Cavarero | Bruno Marcon                 | Ford Escort RS Cosworth       | Abandon                       | Abandon                       | 0      |
| Abandon SS1  | 68     | Philippe Brun        | Pascal Grange          | Philippe Brun                | Mitsubishi Lancer Evo IV      | Mis hors course               | Mis hors course               | 0      |
| Abandon SS1  | 73     | Nigel Heath          | Chris Patterson        | Nigel Heath                  | Subaru Impreza WRX            | Accident                      | Accident                      | 0      |
| Abandon SS1  | 75     | Lilian Polge         | Alain Bonnet           | Lilian Polge                 | Ford Escort RS Cosworth       | Mis hors course               | Mis hors course               | 0      |
| Abandon SS1  | 76     | Serge Guiramand      | Jacques Clavel         | Serge Guiramand              | Renault Clio Williams         | Accident                      | Accident                      | 0      |

## Classements généraux à l'issue du rallye
| Position | Championnat des pilotes | Championnat des pilotes | Championnat des constructeurs | Championnat des constructeurs |
| Position | Pilote                  | Points                  | Écurie                        | Points                        |
| -------- | ----------------------- | ----------------------- | ----------------------------- | ----------------------------- |
| 1        | Tommi Mäkinen           | 10                      | Marlboro Mitsubishi Ralliart  | 10                            |
| 2        | Juha Kankkunen          | 6                       | Subaru World Rally Team       | 7                             |
| 3        | Didier Auriol           | 4                       | SEAT Sport                    | 5                             |
| 4        | François Delecour       | 3                       | Toyota Castrol Team           | 4                             |
| 5        | Bruno Thiry             | 2                       |                               |                               |